# Inscripciones rúnicas en Santa Sofía

Vista exterior del Hagia Sophia, 2013

Hay al menos dos inscripciones rúnicas en los vierteaguas de mármol de Santa Sofía cuyo origen podría deberse a la presencia de la guardia varega en Constantinopla durante la edad vikinga.

## La inscripción de Halfdan

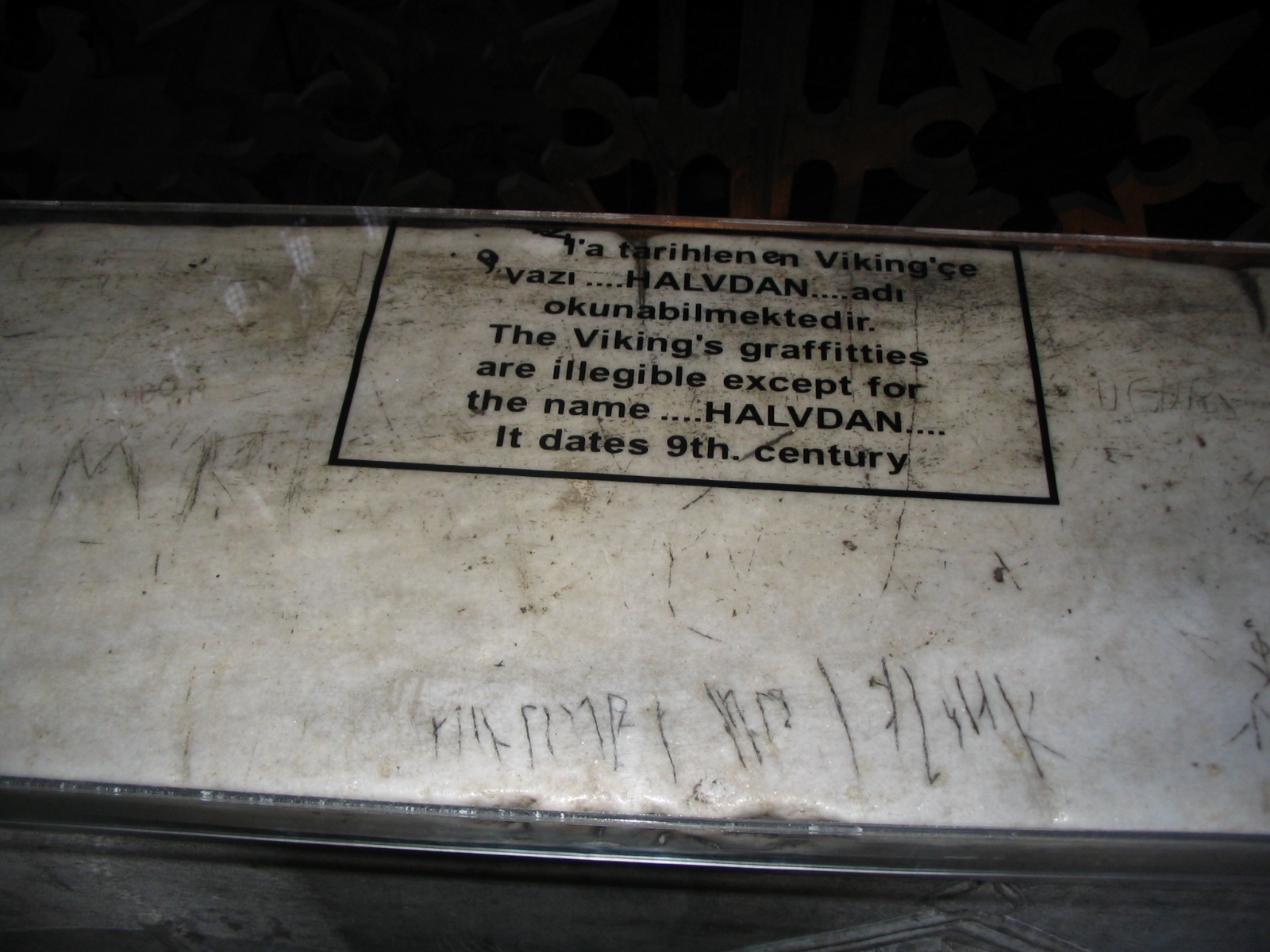
La inscripción de Halfdan

La primera inscripción rúnica fue descubierta en 1964 en un vierteaguas del piso superior de la galería sur. El descubrimiento fue publicado por Elisabeth Svärdström en "Runorna i Hagia Sofía", Fornvännen 65 (1970), 247-49. La inscripción se encuentra deteriorada hasta el punto de que solo -alftan, parte del nombre nórdico  Halfdan, es legible. El resto de la inscription está considerada ilegible, pero es posible que siguiera la fórmula común "XX talló estas runas".

## La segunda inscripción
Una segunda inscripción fue descubierto por Folke Högberg de Uppsala en 1975 en un nicho de la parte occidental de la misma galería en la que se encontró la primera inscripción. El descubrimiento fue anunciado al Departamento de Runas de Estocolmo en 1984, pero no fue publicado en aquel entonces. El arqueólogo Mats G. Larsson redescubrió las runas en 1988 y lo publicó en  "Nyfunna runor i Hagia Sofía", Fornvännen 84 (1989), 12-14. La inscripción reza ari:k, interpretándo Larsson como en el primer caso que la inscripción original era "Ári h(izo) estas runas". Debido a la incertidumbre sobre su lectura, la inscripción no fue registrada en el Nytt om runer 4 de 1989.
Högberg había hecho una lectura diferente a la de Larsson en 1975, y recibió el apoyo de Svein Indrelid, profesor de arqueología en la Universidad de Bergen, en 1997. La lectura de Högberg y Indrelid es que se trata del nombre masculino es Árni y consideran que la inscripción únicamente era un "graffiti", con solo el nombre. Larsson posteriormente fue informado de la interpretación de Högberg en 1989, pero mantuvo su postura.

## Más inscripciones
El profesor Indrelid hizo copias de cinco posibles inscripciones rúnicas en el vierteaguas, que entregó al Archivo Rúnico Noruego en 1997. Podría haber más inscripciones no estudiadas en otras partes de Santa Sofía.